# 第37回ブルーリボン賞 (鉄道)

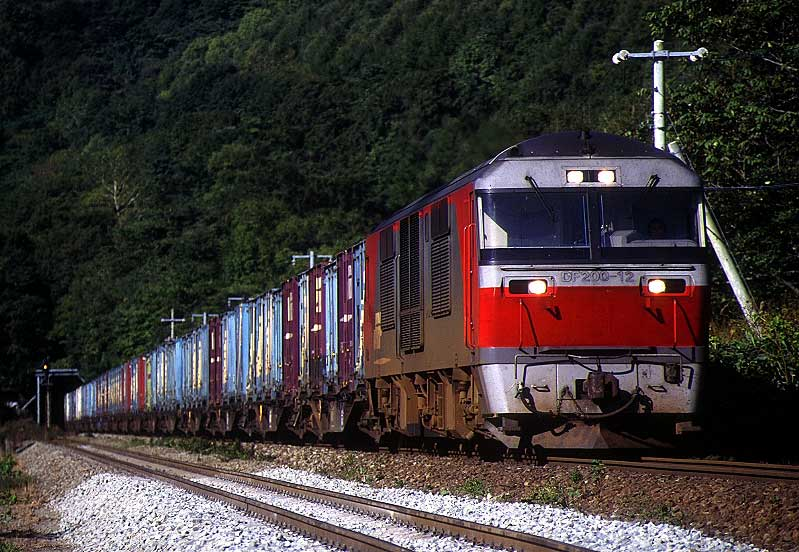
第34回ローレル賞
JR貨物DF200形

第37回ブルーリボン賞（だい37かいブルーリボンしょう）は、1994年に鉄道友の会が選定したブルーリボン賞である。本項では、第34回ローレル賞（だい34かいローレルしょう）についても併せて記す。

## 概要
日本国内で使用する鉄道・軌道車両のうち、1993年1月1日から12月31日までの間に日本国内で営業運転に就いた新形式車両またはそれとみなせる車両で、候補車両決定の時点で現に営業をしていることを概ねの要件とする選定候補車両30車種のなかから、ローレル賞1形式が選定された。ブルーリボン賞は1975年の第18回以来、該当車なしとなった。両賞を通じて旅客用車両の受賞がなかったのは本年が唯一である（2021年現在）。

## 選定車両

### ブルーリボン賞
- 該当車なし

### ローレル賞
- 日本貨物鉄道 DF200形ディーゼル機関車

## 候補車両
鉄道友の会ブルーリボン賞・ローレル賞選考委員会が候補車両とした30車種。
| 会社名             | 車両形式                                                               |
| ------------------ | ---------------------------------------------------------------------- |
| 北海道旅客鉄道     | キハ150形気動車                                                        |
| 函館市交通局       | 30形電車 2000形電車・3000形電車                                        |
| 関西電力           | 300形無軌条電車                                                        |
| 新京成電鉄         | 8900形電車                                                             |
| 東日本旅客鉄道     | 255系電車 E351系電車 485系電車「ビバあいづ」 701系電車 キハ101形気動車 |
| 日本貨物鉄道       | DF200形ディーゼル機関車                                                |
| 京成電鉄           | 3400形電車                                                             |
| 西武鉄道           | 10000系電車                                                            |
| 帝都高速度交通営団 | 06系電車 07系電車                                                      |
| 東京都交通局       | 6300形電車                                                             |
| 相模鉄道           | 9000系電車                                                             |
| 伊豆急行           | 2100系電車5次車「アルファリゾート21」                                  |
| 東海旅客鉄道       | キハ75形気動車 オハフ17形客車                                          |
| 名古屋鉄道         | 3500系電車                                                             |
| 名古屋市交通局     | 3050形電車                                                             |
| 東海交通事業       | キハ11形200番台気動車                                                  |
| 富山地方鉄道       | 8000形電車                                                             |
| 比叡山鉄道         | 1・2号客車                                                             |
| 神戸市交通局       | 3000形電車                                                             |
| 九州旅客鉄道       | キハ125形気動車                                                        |
| 西日本鉄道         | 6000形電車                                                             |
| 長崎電気軌道       | 1500形電車                                                             |
| 熊本市交通局       | 8800形電車101「レトロ電車」                                            |
| 南阿蘇鉄道         | MT-3000形気動車                                                        |